# C.F.R. Progresul
C.F.R Progresul este un terminal, capăt de linie, al liniilor de tramvai  7 și 25. Terminalul se afla în imediata vecinătate a Gării Progesul și a ieșirii din București pe Șoseaua Giurgiului.